# Capite
En Suisse romande, une capite est une petite construction, installée dans les vignobles, qui servait autrefois de remise à outils. 

## Nomenclature
Selon le Glossaire de Jean Humbert en 1851, « Câpite, s.f. Cabane, hutte dans les jardins ou au centre des vignes, maisonnette rustiquement construite et isolée dans la campagne. ».
En Valais, ces abris portent le nom moins spécifique de guérite.

### Toponymie
Ces modestes constructions ont laissé des traces dans les noms de routes, par exemple la route de la Capite à Vésenaz (Genève).

## Utilisation
Ces petits édifices pouvaient aussi servir d'abris temporaires aux ouvriers de la vigne. Cette vocation d'accueil s'est toutefois développée et certaines capites sont aujourd'hui fréquemment utilisées comme lieu d'accueil convivial. Cet usage secondaire a été autorisé par le gouvernement du canton de Vaud. Leur petite taille limite le nombre des convives et confère à ces maisonnettes une charge affective importante faite d'intimité et de privilège, qui relie au terroir et au travail particulier de la vigne.

## Patrimoine
Certaines capites sont classées au répertoire des monuments historiques. Les vignobles en terrasses de Lavaux où elles sont particulièrement significatives sont classés au Patrimoine mondial de l'humanité de l'UNESCO.